# L'Orient (1756)
Pour les autres navires du même nom, voir L'Orient.
L’Orient est un vaisseau de ligne de 80 canons de la Marine royale française. Lancé le 9 juin 1756, il avait été construit pour la compagnie des Indes, en France. Il est vendu à la Marine royale en mai 1759,. Il participe à la guerre de Sept Ans et fait partie de l'escadre française battue  aux Cardinaux en 1759. Lors de la guerre d'Indépendance américaine, il est envoyé dans l'océan Indien. Il y participe à de nombreux engagements jusqu'à son naufrage à Ceylan en 1782.

## Carrière
En 1759, il fait partie des 21 vaisseaux de l'escadre qui est rassemblée à Brest en vue de tenter un débarquement en Angleterre. Sous les ordres d'Alain Nogérée de la Filière, il porte la marque du chef d'escadre Budes de Guébriant qui commande l'avant-garde française (7 vaisseaux), elle-même sous les ordres du maréchal de Conflans. Le 20 novembre 1759, il ne prend que faiblement part à la bataille décisive qui se déroule dans la baie de Quiberon contre les forces de Hawke. Au matin du 21, il fait partie des huit vaisseaux qui abandonnent le champ de bataille pour aller se réfugier à Rochefort. 
En 1778, il est réduit à 74 canons et deuxième classe (vaisseau de 2e rang). Lorsque commence  la guerre d’indépendance américaine, il est envoyé dans l’océan Indien et stationne à l’île de France. En 1782, il est intégré à l’escadre de Suffren qui part attaquer les Anglais en Inde. Il participe aux différentes batailles contre les forces de Hughes : Sadras (17 février), Provédien (12 avril), Négapatam (6 juillet) et Trinquemalay (3 septembre). Quelques jours après ce combat, dans la nuit du 7 septembre, il s'échoue à proximité de Trinquemalay, sur la côte de Ceylan, à la suite d'une erreur de l'officier de quart. Suffren réussit néanmoins à sauver l'équipage et à récupérer la mâture, une partie de l'artillerie et du matériel divers au profit du reste de l'escadre. L’Orient fait partie des vingt vaisseaux de ligne perdus par la Marine royale lors de la guerre d’Indépendance américaine.

### Sources et bibliographie
: document utilisé comme source pour la rédaction de cet article.
- Michel Vergé-Franceschi (dir.), Dictionnaire d'Histoire maritime, éditions Robert Laffont, coll. « Bouquins », 2002, 1508 p.
- Jean Meyer et Martine Acerra, Histoire de la marine française : des origines à nos jours, Rennes, Ouest-France, 1994, 427 p. [détail de l’édition] (ISBN 2-7373-1129-2, BNF 35734655)
- Rémi Monaque, Suffren : un destin inachevé, édition Tallandier, 8 octobre 2009, 494 p. (ISBN 978-2-84734-333-5 et 2-84734-333-4)
- Jean-Michel Roche (dir.), Dictionnaire des bâtiments de la flotte de guerre française de Colbert à nos jours, t. 1, de 1671 à 1870, éditions LTP, 2005, 530 p. (lire en ligne)
- Onésime Troude, Batailles navales de la France, t. 1, Paris, Challamel aîné, 1867-1868, 453 p. (lire en ligne)
- Onésime Troude, Batailles navales de la France, t. 2, Paris, Challamel aîné, 1867, 469 p. (lire en ligne)
- Georges Lacour-Gayet, La Marine militaire de la France sous le règne de Louis XV, Honoré Champion éditeur, 1902, édition revue et augmentée en 1910 (lire en ligne)
- Georges Lacour-Gayet, La marine militaire de France sous le règne de Louis XVI, Paris, éditions Honoré Champion, 1905 (lire en ligne)